# 800 mètres masculin aux championnats du monde d'athlétisme en salle 2022
Pour un article plus général, voir Championnats du monde d'athlétisme en salle 2022.
Navigation
2018 2024
L'épreuve du 800 mètres masculin des championnats du monde en salle de 2022 se déroule les 18 et 19 mars 2022 dans la Štark Arena de Belgrade, en Serbie.

## Résultats

### Séries
Les 2 premiers de chaque série (Q) se qualifient pour la finale.
| Rang | Série | Athlète           | Pays            | Temps   | Notes |
| ---- | ----- | ----------------- | --------------- | ------- | ----- |
| 1    | 4     | Isaiah Harris     | États-Unis      | 1:47.00 | Q     |
| 2    | 4     | Álvaro de Arriba  | Espagne         | 1:47.97 | Q     |
| 3    | 4     | Samuel Chapple    | Pays-Bas        | 1:48.09 |       |
| 4    | 2     | Marco Arop        | Canada          | 1:48.13 | Q     |
| 5    | 4     | Collins Kipruto   | Kenya           | 1:48.18 |       |
| 6    | 2     | Andreas Kramer    | Suède           | 1:48.25 | Q     |
| 7    | 1     | Noah Kibet        | Kenya           | 1:48.31 | Q     |
| 8    | 3     | Mariano García    | Espagne         | 1:48.32 | Q     |
| 9    | 3     | Eliott Crestan    | Belgique        | 1:48.53 | Q     |
| 10   | 2     | Mostafa Smaili    | Maroc           | 1:48.57 |       |
| 11   | 4     | Marc Reuther      | Allemagne       | 1:48.63 |       |
| 12   | 1     | Bryce Hoppel      | États-Unis      | 1:48.77 | Q     |
| 13   | 4     | Charlie Hunter    | Australie       | 1:49.07 |       |
| 14   | 1     | Guy Learmonth     | Grande-Bretagne | 1:49.13 |       |
| 15   | 3     | Djamel Sedjati    | Algérie         | 1:49.22 |       |
| 16   | 1     | Filip Šnejdr      | Tchéquie        | 1:49.29 |       |
| 17   | 2     | Balázs Vindics    | Hongrie         | 1:49.52 |       |
| 18   | 1     | Aurèle Vandeputte | Belgique        | 1:49.59 |       |
| 19   | 3     | Tony van Diepen   | Pays-Bas        | 1:49.80 |       |
| 20   | 3     | Alex Amankwah     | Ghana           | 1:49.96 |       |
| 21   | 3     | Charlie Grice     | Grande-Bretagne | 1:50.17 | SB    |
| 22   | 2     | Mark English      | Irlande         | 1:51.35 |       |
| 23   | 1     | Quamel Prince     | Guyana          | 1:55.85 |       |
|      | 2     | Elliot Giles      | Grande-Bretagne | DNS     | DNS   |

### Finale
| Rang               | Athlète          | Pays       | Temps         | Notes |
| ------------------ | ---------------- | ---------- | ------------- | ----- |
| Médaille d'or      | Mariano García   | Espagne    | 1 min 46 s 20 |       |
| Médaille d'argent  | Noah Kibet       | Kenya      | 1 min 46 s 35 |       |
| Médaille de bronze | Bryce Hoppel     | États-Unis | 1 min 46 s 51 |       |
| 4                  | Álvaro de Arriba | Espagne    | 1 min 46 s 58 |       |
| 5                  | Andreas Kramer   | Suède      | 1 min 46 s 76 |       |
| 6                  | Eliott Crestan   | Belgique   | 1 min 46 s 78 |       |
| 7                  | Isaiah Harris    | États-Unis | 1 min 47 s 00 |       |
| 8                  | Marco Arop       | Canada     | 1 min 47 s 58 |       |

## Légende
Records et Performances
- AR : Record continental (area record)
- CR : Record des championnats (championship record)
- MR : Record du meeting (meet record)
- NR : Record national (national record)
- OR : Record olympique (olympic record)
- PR : Record paralympique (paralympic record)
- PB : Record personnel (personal best)
- SB : Meilleure performance personnelle de la saison (season's best)
- WL : Meilleure performance mondiale de l'année (world leader)
- WJR : Record du monde junior (world junior record)
- WR : Record du monde (world record)

Circonstances et Conditions
- DNF : N'a pas terminé (did not finish)
- DNS : N'a pas pris le départ (did not start)
- DQ : Disqualification (disqualification)
- NM : Aucun essai valable enregistré (No Mark)
- Q : Qualifié « directement » au prochain tour (ou à la prochaine compétition), lors d'une compétition majeure, grâce au classement ou à la réalisation des minima (automatic qualifier)
- q : Qualifié au prochain tour (ou à la prochaine compétition), lors d'une compétition majeure, grâce au repêchage ou à la réalisation de l'une des meilleures performances parmi celles des « non qualifiés directement » (grâce au meilleur temps ou à la meilleure distance par exemple) (secondary qualifier)